# Star TV (Turquía)
Star TV es un canal de televisión turco, propiedad de Ferit Şahenk, y operado por Doğuş Media Group desde 2011. Para el extranjero a través de Cablevisión hay un canal 24 horas en turco y otro canal 24 horas en inglés.

## Historia
Fundada por Cem Uzan y Ahmet Özal en 1989 como Magic Box, Star TV es el primer canal privado de televisión de Turquía. El canal comenzó su prueba de emisión el 5 de mayo de 1990. Por un breve tiempo a principios de los 90, se llamó Star Magic Box porque el nombre Star 1 estaba protegido por otra corporación de medios de comunicación. Su primer logotipo era un S azul con una estrella en él antes de que diera vuelta a rojo por la década del 2000s.
En 1992, Cem Uzan termina el pacto de cooperación con Ahmet Özal cambió el primer nombre del canal a Interstar, posteriormente, Star TV en 2002. El canal es también el primer canal turco privado en iniciar la radiodifusión digital en 1999.
En febrero de 2004, Star TV fue puesta en bloque por los Fondos turcos de ahorro y depósito (TMSF), junto con otros medios de comunicación, incluyendo siete estaciones de radio, un periódico y otra emisora de TV del Grupo Uzan, para cubrir deudas con el Tesoro Resultante de la toma de control de İmar Bankası y Adabank. TMSF colocó a Star TV en subasta el 12 de septiembre de 2005, siendo comprada por Isil Television Broadcasting Corp. de Dogan Media Group, que ofreció la oferta más alta de $ 306.5 m en la subasta.
También es famoso por su noche de cine por el domingo, espacio que estuvo desde 1992 hasta 1999, que mostró películas de alta calidad sin ningún tipo de interrupciones comerciales, a pesar del patrocinio de unas marcas de cigarrillos. Star se vio obligado a detener el espacio cuando el gobierno turco aprobó una ley que prohíbe los anuncios de cigarros.
Star TV comenzó a transmitir en HD el 29 de mayo de 2009. Es el segundo canal HD activo en Turquía después de Kanal D.

## Series
- 2012-: Beni Affet
- 2013-: Aşkın Bedeli
- 2013-2015: Medcezir
- 2014: Kurt Seyit ve Şura
- 2015-2017: Kara Sevda
- 2013-: Aramızda Kalsın
- 2014-: Kardeş Payı
- 2014-: Güzel Köylü
- 2014-: Kaçak Gelinler ( Trans. TV8 )
- 2014-: Reaksiyon
- 2014-: Sil Baştan
- 2014-: Aşktan Kaçılmaz
- 2014-2017: Paramparça
- 2014-2015: Kaderimin Yazıldığı Gün
- 2015-2017: Kiralık Aşk
- 2015-2017: Muhteşem Yüzyıl Kösem
- 2016-2017: Cesur ve Güzel
- 2017-: Aşka Tutsak (telenovela colombiana doblada al turco)[4]
- 2017-2018: Fazilet Hanım ve Kızları
- 2017- Siyah İnci
- De 2014 a 2020:
  - Gönül İşleri
  - İnadına Aşk
  - Hangimiz Sevmedik
  - Dolunay
  - Erkenci Kuş

## Programas
- 2008-: Süper Star Life (Simge Tertemiz)
- 2012-: Benim Güzel Evim
- 2012-: Büyük Risk (Selçuk Yöntem)
- 2011-: Soframız
- 2012-: Melek (Melek Baykal)
- 2014-: Vay Arkadaş (Oktay Kaynarca)
- 2014-: Eyvah Düşüyorum (Mehmet Ali Erbil)
- 2014-: Adını Sen Koy (Mehmet Ali Erbil)

## Noticias
- 2011-: Ece Belen'le Yaz Haberleri (Ece Belen)
- 2011-: Nazlı Öztarhan'la Star Haber (Nazlı Öztarhan)
- 2012-: Celal Pir'le Haftasonu Haberleri (Celal Pir)